# Storblommig ferams
Storblommig ferams (Disporum megalanthum) är en växtart i släktet Disporum och familjen tidlöseväxter. Den beskrevs av Fa Tsuan Wang och Tsin Tang 1978. Arten är en flerårig ört som växer vilt i centrala Kina. Den odlas även som prydnadsväxt.